# Can Vilalta (Mont-ral)
Can Vilalta és un edifici de Farena, al municipi de Mont-ral (Alt Camp), que forma part de l'Inventari del Patrimoni Arquitectònic de Catalunya.

## Descripció
Es tracta d'un edifici de grans proporcions, situat a la part més alta del nucli i amb dues façanes, una que dona a l'església i l'altra, molt més gran, que dona un espai obert. La fàbrica és de pedra gairebé regular, amb reforços a les cantonades. Les obertures, moltes d'elles modificades, es distribueixen irregularment. La més interessant és la porta d'accés, d'arc de mig punt, formada per dovelles de pedra. La coberta és de teula, a dues vessant. A l'interior es conserven voltes gòtiques i columnes de factura més primitiva.

## Història
Sembla que l'actual construcció de Can Vilalta es va portar a terme damunt de l'antic castell de Farena. Es conserven restes de la muralla als estables de l'habitatge.